# Orimarga (Orimarga) majuscula
Orimarga (Orimarga) majuscula is een tweevleugelige uit de familie steltmuggen (Limoniidae). De soort komt voor in het Neotropisch gebied.